# Dravuni
Dravuni is een eiland in de Kadavu-archipel in Fiji. Het heeft een oppervlakte van 0,8 km² en het hoogste punt meet 40 meter. Het eiland heeft ca 125 inwoners en is het meest noordelijke van een aantal bewoonde eilanden in het Great Astrolabe Reef.